# Alcabón
Alcabón es un municipio y localidad española de la provincia de Toledo, en la comunidad autónoma de Castilla-La Mancha. Se encuentra en una llanura entre los ríos Tajo y Alberche, distando 36 km de la ciudad de Toledo y 43 km de Talavera de la Reina. La población del municipio asciende a 761 habitantes (INE 2024).

## Toponimia
El término Alcabón es de origen árabe, y podría significar la bovedilla. Se piensa que su origen se debe a unas casas de labranza, de ahí que su nombre antiguo fuese Casas de Alcabón.

## Geografía física
El municipio se encuentra situado en la comarca de Torrijos y linda con las poblaciones de Santo Domingo-Caudilla, Carmena y Santa Olalla, todos de la provincia de Toledo. Las coordenadas del pueblo son 40°00′08″N 4°22′08″O / 40.00222, -4.36889
|                     | Norte: Santo Domingo-Caudilla |                              |
| Oeste: Santa Olalla |                               | Este: Santo Domingo-Caudilla |
|                     | Sur: Carmena                  |                              |

La extensión de su término municipal es de 8,02 km². La altitud del municipio es de 534 m sobre el nivel del mar.

### Clima
| Parámetros climáticos promedio de Alcabón (530 m s. n. m.) (Periodo de referencia: 1983-2010)[cita requerida] | Parámetros climáticos promedio de Alcabón (530 m s. n. m.) (Periodo de referencia: 1983-2010)[cita requerida] | Parámetros climáticos promedio de Alcabón (530 m s. n. m.) (Periodo de referencia: 1983-2010)[cita requerida] | Parámetros climáticos promedio de Alcabón (530 m s. n. m.) (Periodo de referencia: 1983-2010)[cita requerida] | Parámetros climáticos promedio de Alcabón (530 m s. n. m.) (Periodo de referencia: 1983-2010)[cita requerida] | Parámetros climáticos promedio de Alcabón (530 m s. n. m.) (Periodo de referencia: 1983-2010)[cita requerida] | Parámetros climáticos promedio de Alcabón (530 m s. n. m.) (Periodo de referencia: 1983-2010)[cita requerida] | Parámetros climáticos promedio de Alcabón (530 m s. n. m.) (Periodo de referencia: 1983-2010)[cita requerida] | Parámetros climáticos promedio de Alcabón (530 m s. n. m.) (Periodo de referencia: 1983-2010)[cita requerida] | Parámetros climáticos promedio de Alcabón (530 m s. n. m.) (Periodo de referencia: 1983-2010)[cita requerida] | Parámetros climáticos promedio de Alcabón (530 m s. n. m.) (Periodo de referencia: 1983-2010)[cita requerida] | Parámetros climáticos promedio de Alcabón (530 m s. n. m.) (Periodo de referencia: 1983-2010)[cita requerida] | Parámetros climáticos promedio de Alcabón (530 m s. n. m.) (Periodo de referencia: 1983-2010)[cita requerida] | Parámetros climáticos promedio de Alcabón (530 m s. n. m.) (Periodo de referencia: 1983-2010)[cita requerida] |
| Mes | Ene. | Feb. | Mar. | Abr. | May. | Jun. | Jul. | Ago. | Sep. | Oct. | Nov. | Dic. | Anual |
| --- | --- | --- | --- | --- | --- | --- | --- | --- | --- | --- | --- | --- | --- |
| Temp. máx. media (°C)                                                                                         | 10.7 | 13.2 | 16.8 | 18.8 | 23.3 | 29.3 | 33.8 | 33.5 | 28.6 | 21.2 | 15.0 | 11.2 | 21.3 |
| Temp. media (°C)                                                                                              | 5.5 | 7.3 | 9.8 | 11.9 | 16.1 | 21.3 | 25.2 | 24.7 | 20.7 | 14.7 | 9.4 | 6.4 | 14.4 |
| Temp. mín. media (°C)                                                                                         | 0.2 | 1.4 | 2.8 | 5.0 | 8.8 | 13.2 | 16.5 | 16.0 | 12.8 | 8.3 | 3.7 | 1.7 | 7.6 |
| Precipitación total (mm)                                                                                      | 44 | 36 | 27 | 48 | 49 | 25 | 9 | 9 | 21 | 44 | 54 | 58 | 430 |
| Fuente: Agencia Estatal de Meteorología                                                                       | | | | | | | | | | | | | |

## Historia

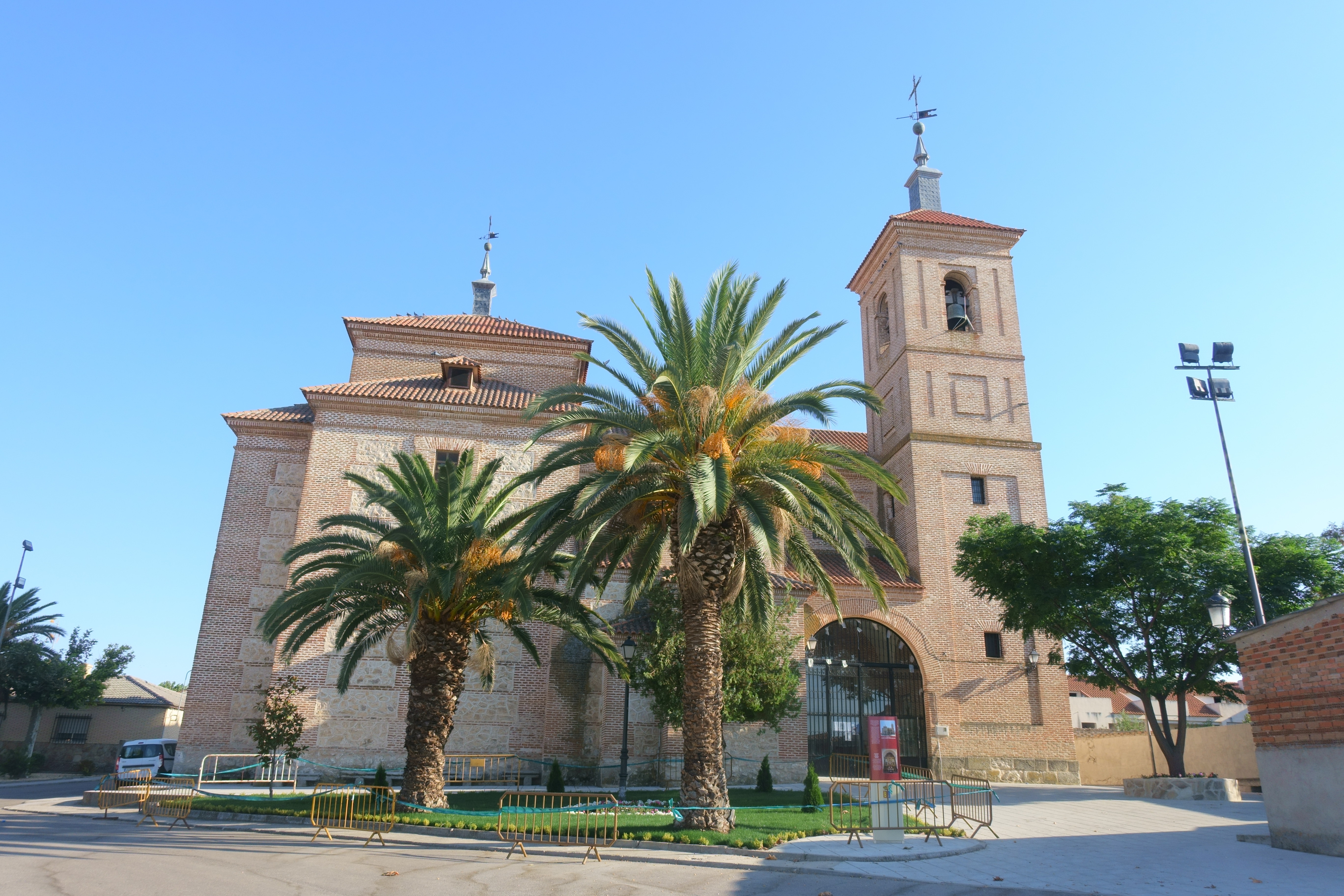
Iglesia de Santo Tomás Cantuariense

Se tienen datos de su existencia desde 1095. Por cesión de Alfonso VII en 1156, pasa a manos del conde Nuño Pérez de Lara quien entregaría el castillo de Alcabón al arzobispo de Toledo Juan a cambio de La Rinconada de Perales.
En 1179 la reina Leonor de Inglaterra, dona Alcabón a la capilla de Santo Tomás Cantuariense, que se encuentra dentro de la catedral de Santa María de Toledo, permaneciendo así hasta su venta en 1482 a Gutierre de Cárdenas, primer duque de Maqueda. 
Durante la Guerra de la Independencia Española sufrió las acciones violentas del ejército francés. Pensando que las tropas españolas se encontraban en el pueblo, se ordenó su saqueo y destrucción.

## Demografía
Cuenta con una población de 761 habitantes (INE 2024).
| Gráfica de evolución demográfica de Alcabón entre 1842 y 2021                                                         |
| |
| Población de derecho según los censos de población del INE. Población de hecho según los censos de población del INE. |

## Transporte y comunicaciones
Parque de vehículos de motor
| Tipo de vehículo          | Cantidad |
| ------------------------- | -------- |
| Furgonetas y camiones     | 85       |
| Turismos                  | 428      |
| Motocicletas              | 36       |
| Ciclomotores              | 17       |
| Tractores industriales    | 10       |
| Remolques y semiremolques | 19       |
| Otros                     | 9        |
| Total                     | 604      |

Red viaria
Dentro de la red de carreteras, Alcabón cuenta con las siguientes conexiones:
| Identificador | Denominación         | Itinerario                     |
| ------------- | -------------------- | ------------------------------ |
| TO-1028       | Carretera provincial | Torrijos - Santa Olalla        |
| TO-1232       | Carretera provincial | Alcabón - Val de Santo Domingo |

Autobús
| Línea                         | Compañía          | Ruta |
| ----------------------------- | ----------------- | --- |
| Talavera de la Reina - Toledo | Autocares Toletum | Talavera de la Reina - Santa Olalla - Alcabón - Val de Santo Domingo - Torrijos - Rielves - Toledo                                                       |
| Toledo - Talavera de la Reina | Autocares Toletum | Toledo - Rielves - Torrijos - Val de Santo Domingo - Alcabón - Santa Olalla - Talavera de la Reina                                                       |
| Alcabón - Madrid              | CEVESA            | Alcabón - Val de Santo Domingo - Fuensalida - Portillo - Santa Cruz del Retamar - Valmojado - Navalcarnero - Mostoles - Alcorcón - Príncipe Pío (Madrid) |
| Madrid - Alcabón              | CEVESA            | Príncipe Pío (Madrid) - Alcorcón - Mostoles - Navalcarnero - Valmojado - Santa Cruz del Retamar - Portillo - Fuensalida - Val de Santo Domingo - Alcabón |

Ferrocarril
Alcabón no tiene estación de ferrocarril dentro de su municipio. La estación de tren más cercana se encuentra en el municipio de  Torrijos, situada a 6 kilómetros de distancia. Dicha estación, gestionada por Adif, se encuentra en la línea Madrid-Extremadura. Esta es la conexión que mantiene, a través de la compañía RENFE: 

| Línea                | Ruta | Tipo de Tren                                                 |
| -------------------- | --- | ------------------------------------------------------------ |
| Madrid - Extremadura | Madrid - Illescas - Torrijos - Talavera de la Reina - Navalmoral de la Mata - Cáceres - Mérida - Badajoz | Regional, Regional Exprés, Media Distancia, Intercity, Alvia |

## Economía
Evolución de la deuda viva
El concepto de deuda viva contempla solo las deudas con cajas y bancos relativas a créditos financieros, valores de renta fija y préstamos o créditos transferidos a terceros, excluyéndose, por tanto, la deuda comercial.
| Gráfica de evolución de la deuda viva del ayuntamiento entre 2008 y 2023                             |
| |
| Deuda viva del ayuntamiento en miles de euros según datos del Ministerio de Hacienda y Ad. Públicas. |

La deuda viva municipal por habitante en 2023 ascendía a 0 €.

## Símbolos
Los símbolos de Alcabón son la bandera carmesí propia de los ayuntamientos castellanos, y el escudo tradicional con dos lobos y el rollo de justicia, tocado con la corona real española. Dichos símbolos fueron aprobados oficialmente el 21 de julio de 1995, por las siguientes órdenes:

Escudo partido: Mitad izquierda de oro, dos lobos de azul; bordura de gules cargada de veneras alteradas con letras S de oro; Mitad derecha de azul, un rollo de plata. Timbrado con la Corona Real Española.
Diario Oficial de Castilla-La Mancha nº 40 de 4 de agosto de 1995

Bandera rectangular, de proporciones 2/3, de color carmesí, y lleva en el centro el Escudo de Armas, de una altura mitad que la del paño.
Diario Oficial de Castilla-La Mancha nº 40 de 4 de agosto de 1995

## Administración y política
| Periodo   | Nombre                          | Partido       |
| --------- | ------------------------------- | ------------- |
| 1979-1983 | Longinos García Gutiérrez       | Independiente |
| 1983-1987 | Longinos García Gutiérrez       | AP/PDP/UL     |
| 1987-1991 | José Antonio Rodríguez Garrido  | PSOE          |
| 1991-1995 | José Antonio Rodríguez Garrido  | PSOE          |
| 1995-1999 | José Antonio Rodríguez Garrido  | PSOE          |
| 1999-2003 | José Antonio Rodríguez Garrido  | PSOE          |
| 2003-2007 | María Rubí Rodríguez del Pozo   | PSOE          |
| 2007-2011 | José Antonio Rodríguez Garrido  | PSOE          |
| 2011-2015 | Julio Jesús Gonzalo Valverde    | PP            |
| 2015-2019 | José Antonio Rodríguez Garrido  | PSOE          |
| 2019-2023 | José Agustín Congosto del Cerro | PP            |
| 2023-act. | José Agustín Congosto del Cerro | PP            |

| Partido político                         | 2023  | 2023  | 2023       | 2019  | 2019  | 2019       | 2015  | 2015  | 2015       | 2011  | 2011  | 2011       | 2007  | 2007  | 2007       |
| Partido político                         | Votos | %     | Concejales | Votos | %     | Concejales | Votos | %     | Concejales | Votos | %     | Concejales | Votos | %     | Concejales |
| Partido Popular (PP)                     | 331   | 68,67 | 5          | 236   | 53,64 | 4          | 242   | 48,69 | 3          | 280   | 53,03 | 4          | 231   | 45,83 | 3          |
| Partido Socialista Obrero Español (PSOE) | 150   | 31,12 | 2          | 199   | 45,23 | 3          | 244   | 49,09 | 4          | 243   | 46,02 | 3          | 256   | 50,79 | 4          |

## Patrimonio

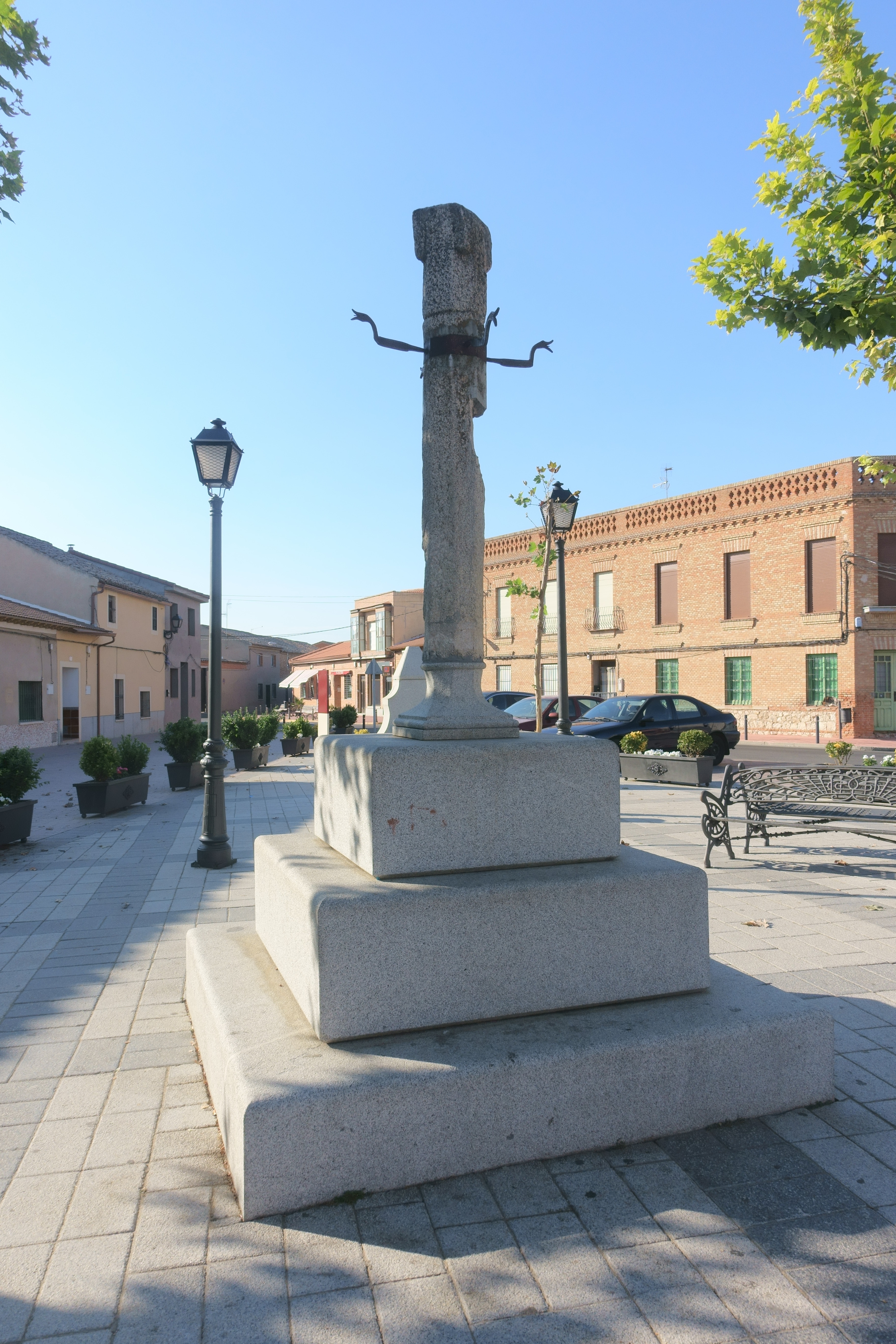
Rollo de justicia

Entre sus monumentos cabe destacar la ermita de la Virgen de la Aurora, un pequeño santuario de gran devoción en la comarca construida en 1606, la iglesia de Santo Tomás Cantuariense y el Rollo de Justicia, una columna de fuste octogonal y capitel decorado por bolas con base de piedra.
La Almazara de Alcabón Museo del aceite y el vino (siglo XVI). Existen detalles en esta almazara que hacen pensar que su antigüedad podría remontarse a la época de dominación árabe (VIII - XI). Posiblemente sea en su tipología la más completa y antigua de las que han llegado a nuestros días.

## Fiestas
- 8 de septiembre. Fiestas patronales en honor de la Virgen de la Aurora.
- 29 de diciembre. Santo Tomás Cantuariense